# Fórmula de Kingman
En teoría de colas, una disciplina dentro de la teoría matemática de la probabilidad, la fórmula de Kingman (también conocida como la ecuación VUT), es una aproximación del tiempo de espera medio en una cola del tipo G/G/1. La fórmula es el producto de tres términos que dependen de la utilización (U), la variabilidad (V) y el tiempo de servicio (T). Fue publicada por primera vez por John Kingman en su artículo The single server queue in heavy traffic de 1961. Se sabe que generalmente es muy precisa, especialmente para un sistema que funciona cerca de la saturación.

## Enunciado de la fórmula
Los estados de aproximación de Kingman son igual a
{\displaystyle \mathbb {E} (W_{q})\approx \left({\frac {\rho }{1-\rho }}\right)\left({\frac {c_{a}^{2}+c_{s}^{2}}{2}}\right)\tau }
donde τ es el tiempo medio de servicio (es decir, μ = 1/τ es el servicio estimado), λ es la estimación media de la llegada, ρ = λ/μ es el uso, ca es el coeficiente de variación para las llegadas (es decir, la desviación estándar de los tiempos de llegada dividida por la hora media de llegada) y cs es el coeficiente de variación de los tiempos de servicio.